# Holmesiella affinis
Holmesiella affinis är en kräftdjursart som beskrevs av Ii 1937. Holmesiella affinis ingår i släktet Holmesiella och familjen Mysidae. Inga underarter finns listade i Catalogue of Life.